# Li Ying
Li Ying (xinès simplificat: 李影, pinyin: Lǐ Yǐng; Dadukou, Chongqing, 7 de gener de 1993) és una futbolista xinesa que juga al Shandong Sports Lottery WFC de la Super League Femenina de la Xina. Considerada una estrella de l'esport a la Xina, juga com a davantera.
El 22 de juny de 2021, va anunciar a la plataforma de microblogging xinesa Sina Weibo el seu compromís amb la seua xicota, Chen Leilei. Això va convertir Li en la primera jugadora esportiva xinesa en eixir de l'armari oficialment com a lesbiana. La seua publicació a Weibo es va fer viral abans de ser esborrada, i hi haguera especulacions que Li podria haver estat pressionada per les autoritats del país després de l'anunci.
Després d'eixir de l'armari, va ser seleccionada per a l'equip xinés a la Copa d'Àsia femenina a l'Índia de 2022. Va aparéixer com a substituta en el primer partit del torneig, que fon una victòria per 4-0 contra Xina Taipei.